# BTR-60
BTR-60（ロシア語: БТР-60）は、ソビエト連邦で開発された装輪式の装甲兵員輸送車である。

## 概要

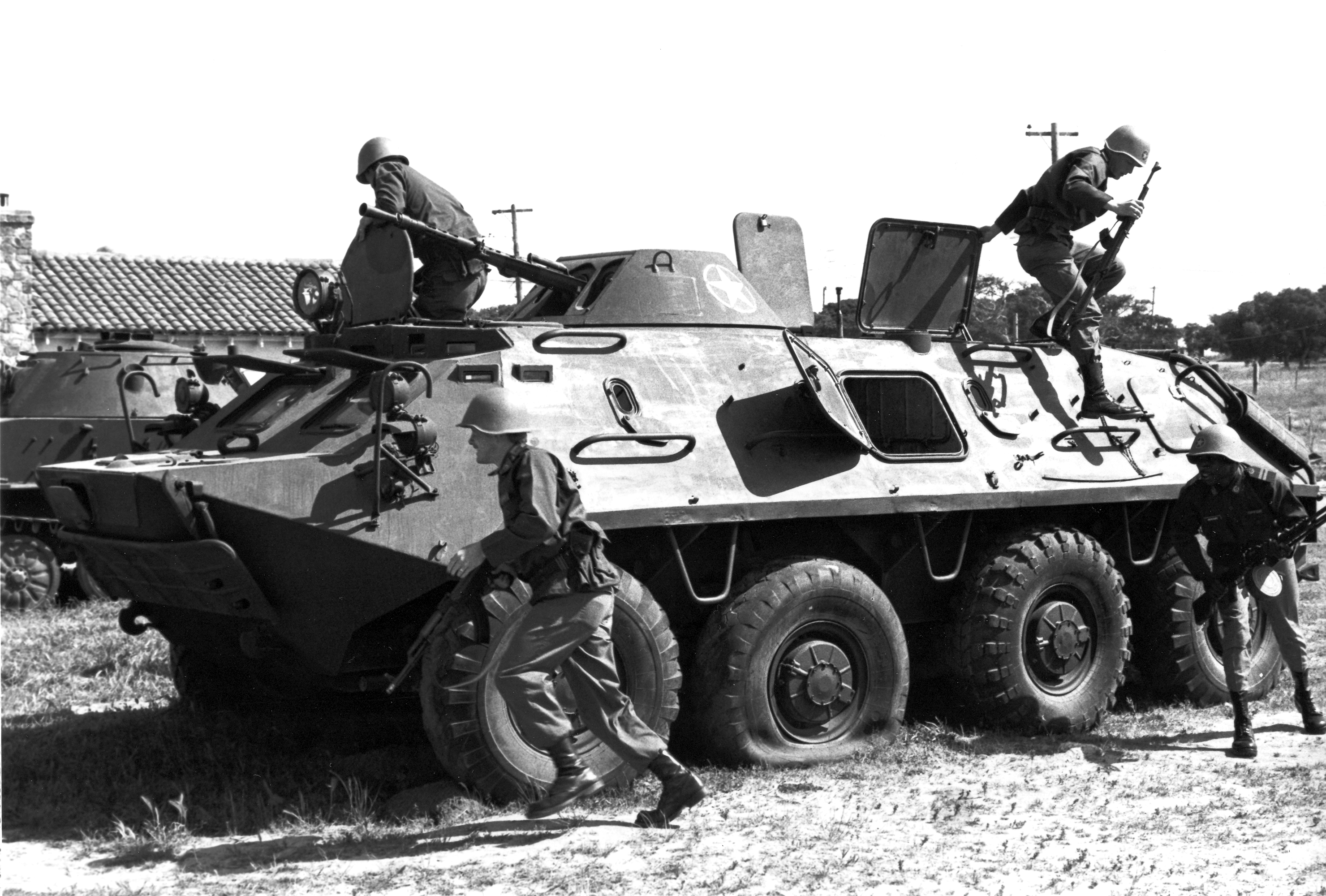
車体上部、車体側面上部のハッチから降車する歩兵

1959年に採用されてから21世紀に入っても現役で使用されている、第二次世界大戦後に開発された装輪式装甲車としては代表的なものの一つである。
それまでソビエト軍で使用されていたBTR-40やBTR-152といった装輪式の装甲車は、堅実な設計であったが、基本的には「トラックをそのまま装甲化した」ものに過ぎず、実戦部隊からは「戦車に充分に追随できず、機械化部隊の装甲車としては能力不足である」との意見も多かった。PT-76水陸両用戦車を基に装軌式の装甲兵員輸送車であるBTR-50も開発されたが、この車両は高価で生産費用がかかり、運用維持にかかるコストも大きいために大量配備に難があるとされ、「装輪式で生産・運用コストが廉価で、充分な能力を持った装甲兵員輸送車を」という要望により開発されたのが本車である。
1950年代後半から開発が開始され、生産・運用のコストを抑えるために極力民間向けのトラックと共通するコンポーネントを用いることを第1に、T-54戦車に無理なく追随できる能力があることが求められ、ゴーリキー自動車工場設計局（GAZ）とリハチェフ記念工場設計局（ZIL）設計局によってそれぞれ4軸8輪・背の高い舟型車体を持つGAZ-49と3軸6輪・同じく舟型だが背の低い車体を持つZIL-153が開発され、評価試験の結果GAZ-49が1959年に採用された。

最初期の型は車体天面に装甲のない“オープン・トップ”タイプだが、採用後ほどなくソビエト軍のドクトリンが核戦争下での行動を重視したものに転換されたため、密閉型の車体を持つBTR-60PAが開発された。更に「武装が貧弱である」という意見に応えて7.62mm PKTの同軸機銃はそのままに、12.7 mm DShKの武装を大口径な14.5 mm KPVTに変更しそれらの武装を全周旋回砲塔に搭載したBTR-60PBが開発された。PB型登場以後はその型が主力生産型となりソビエト始め東側諸国にも大量に配備され、BTR-60PBを改良したBTR-70が配備されるとソビエトのような先進国では置き換えが進んだが、途上国では21世紀に入っても主力であることが珍しくない。

## 構造
車体後部にエンジンを搭載し、2基のエンジンで第1、第3車軸と第2、第4車軸を分担して駆動させている独特の機構を採っており、これは2基のエンジンを同調させることが難しく、引火しやすいガソリンエンジンのため、被弾すると爆発炎上してしまう危険性が高いという欠点がある。一方で片方のエンジンが故障や損傷しても問題なく走行できる冗長性の高さを兼ねている。車体後部には水上推進用に大型のウォータージェットを1つ装備しており、水上航行時には車体前面下部の波切板を展開する。
兵員室の側面上部には左右それぞれ3つのガンポートが設けられている。本車が実戦で運用された際には、兵員室から降車するための側面上部ハッチが小さいために素早く降車できない点が最大の問題となった。上面ハッチからの降車も目立つため集中的に攻撃される難点があった。前述のガソリンエンジンの引火性から素早い降車が求められる本車において、兵員室からの脱出が遅れてそのまま焼死してしまう恐れが強かった。そのため、歩兵達は兵員室に入らず車上に跨乗して警戒することを好んだ。BTR-60PBの砲塔は360°回転し、武装の俯仰角は-5°~+60°となっている。

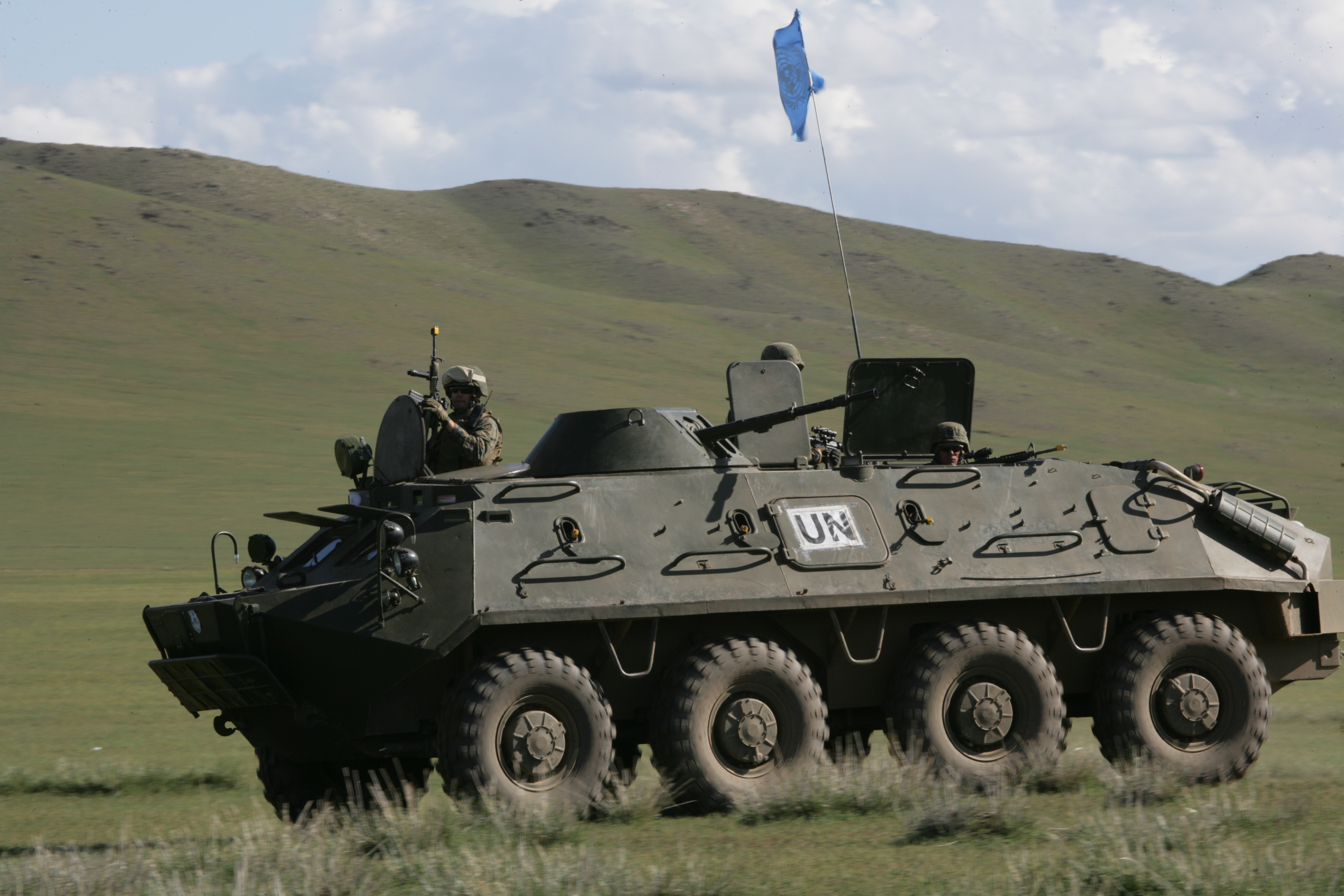
BTR-60PB側面の解放されたガンポート
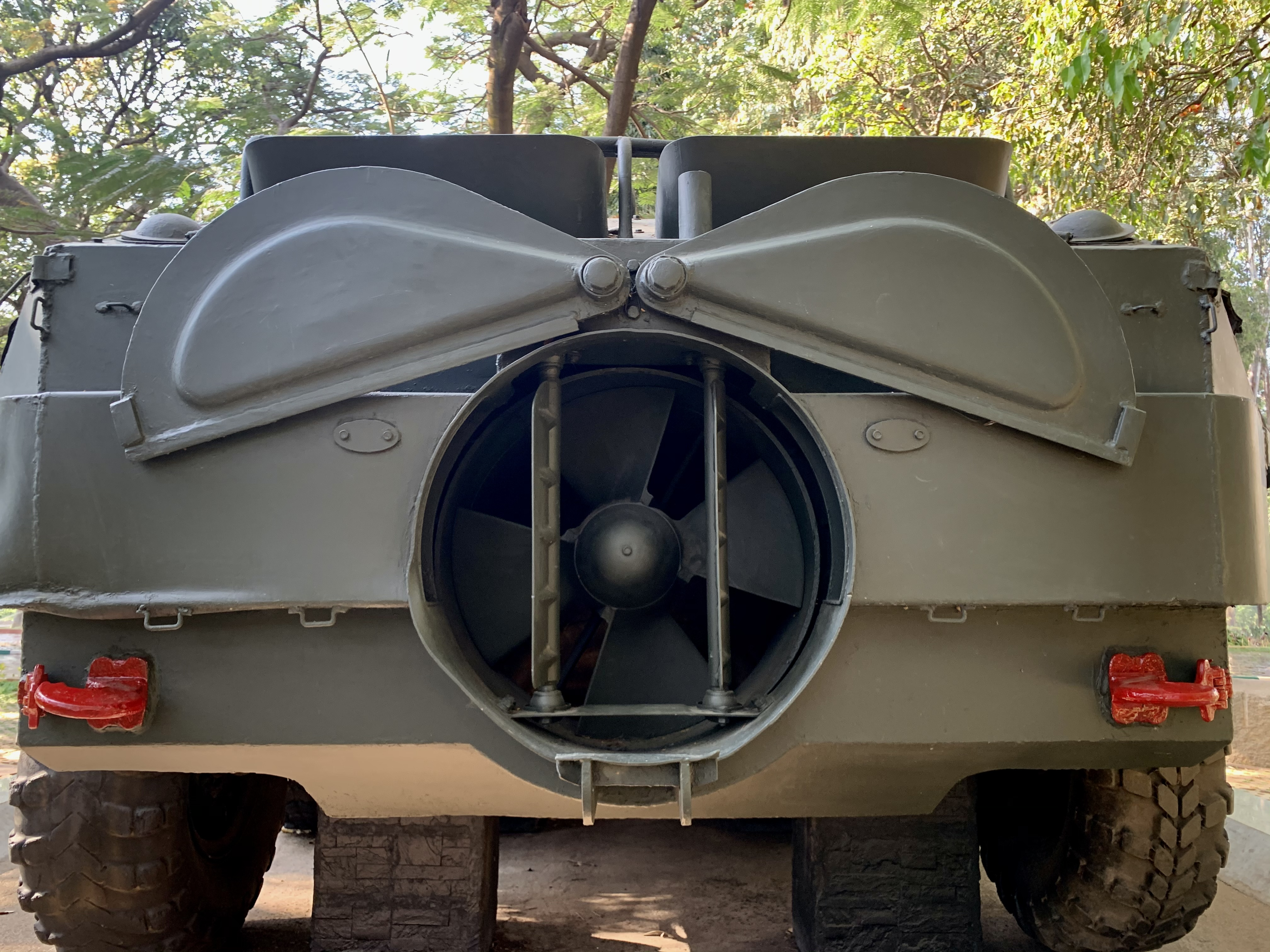
車体後端のウォータージェット推進口(カバーを開いた状態)
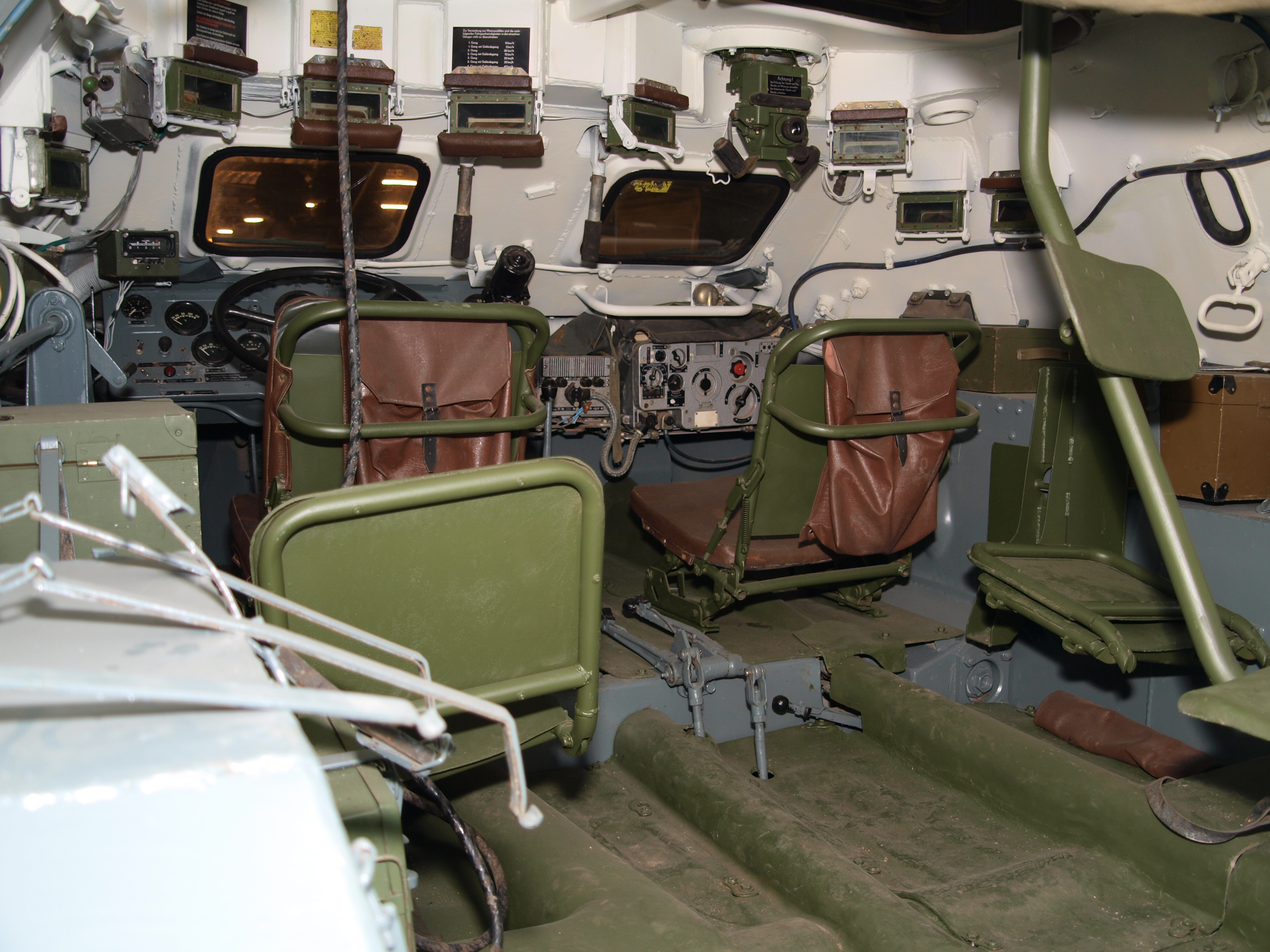
BTR-60PB 操縦席
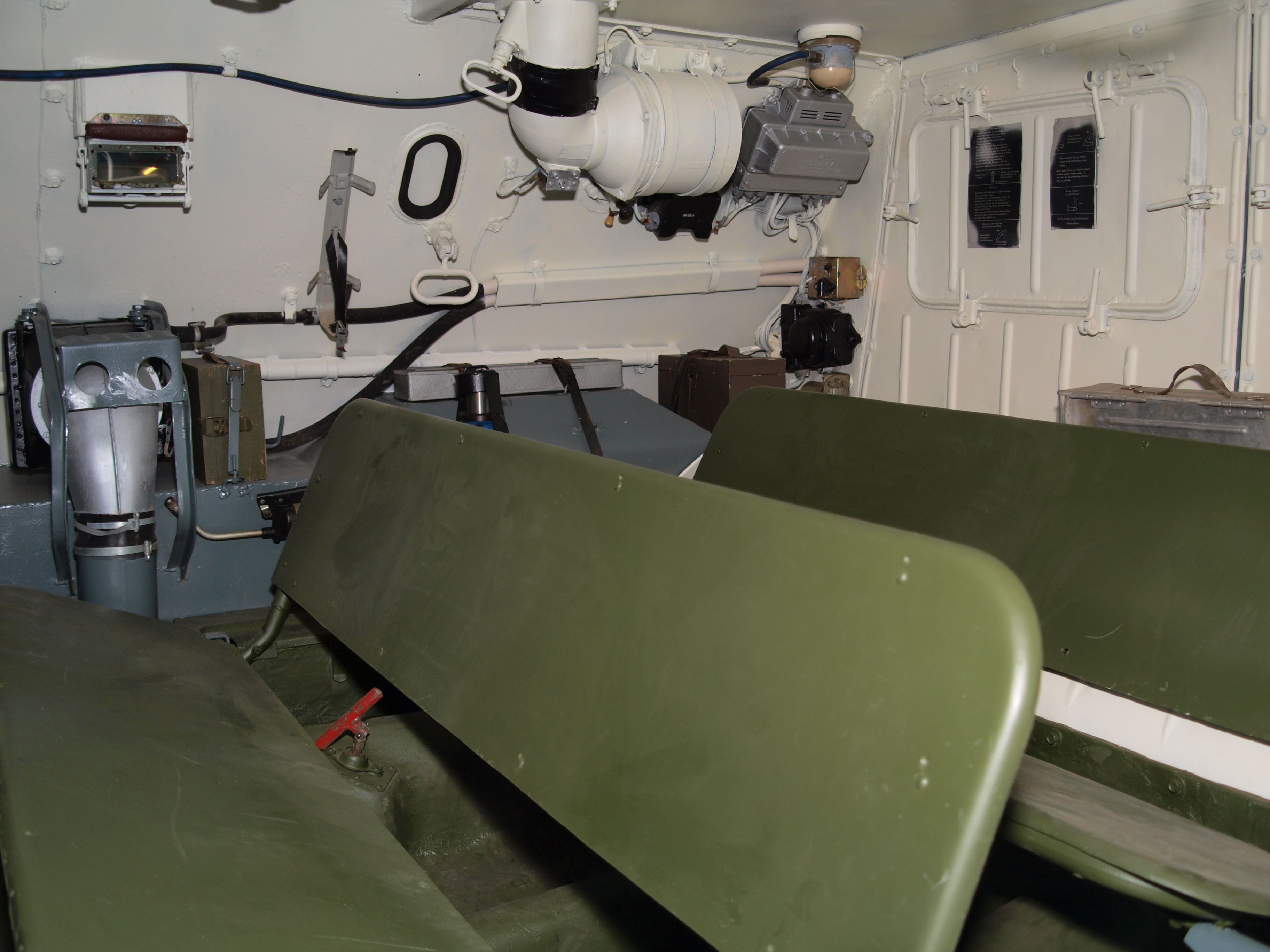
BTR-60PB 兵員室
BTR-60PBの乗員配置（1.車長兼分隊長 2.操縦手 3.砲手 4.歩兵）

## 派生型

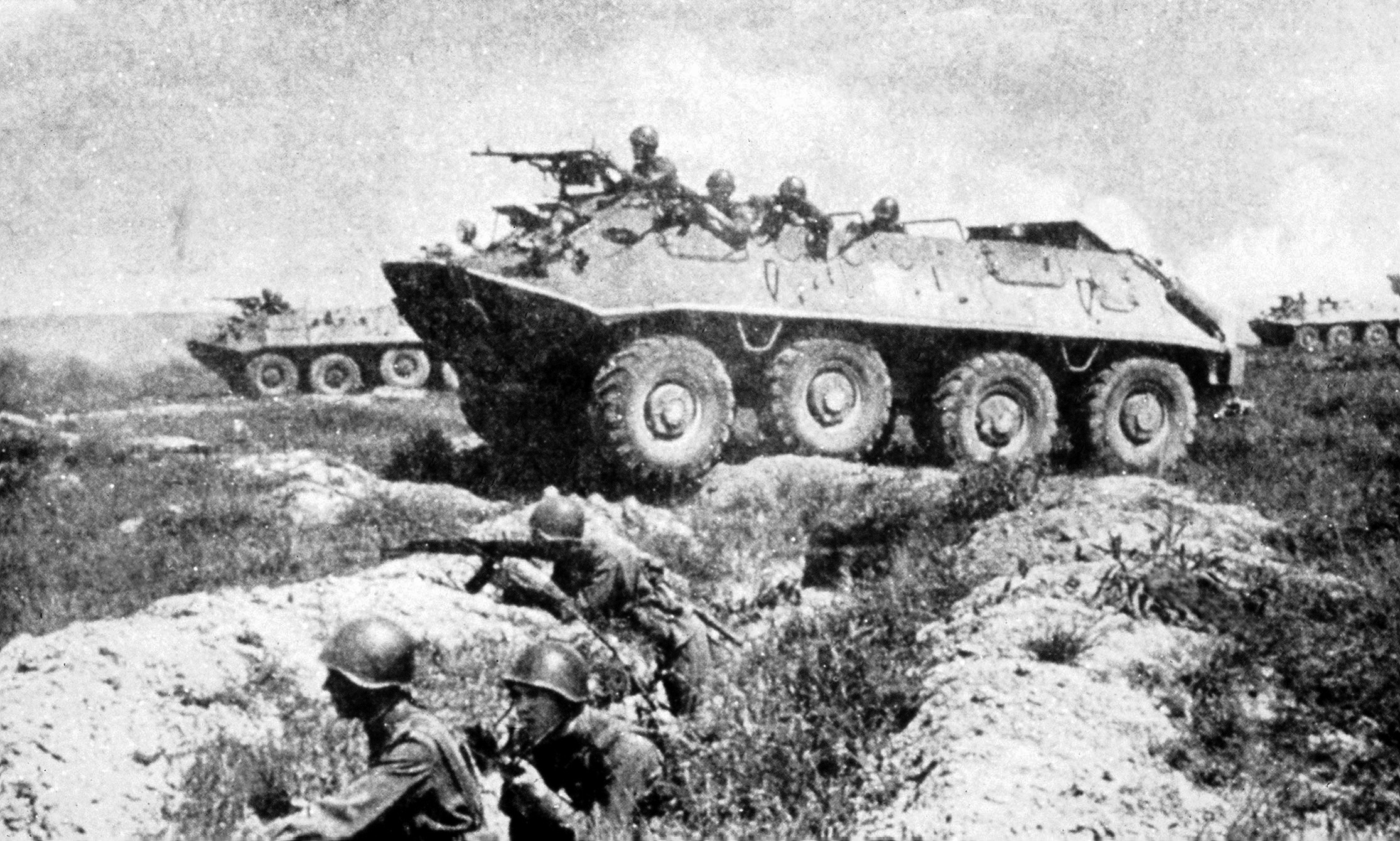
BTR-60P
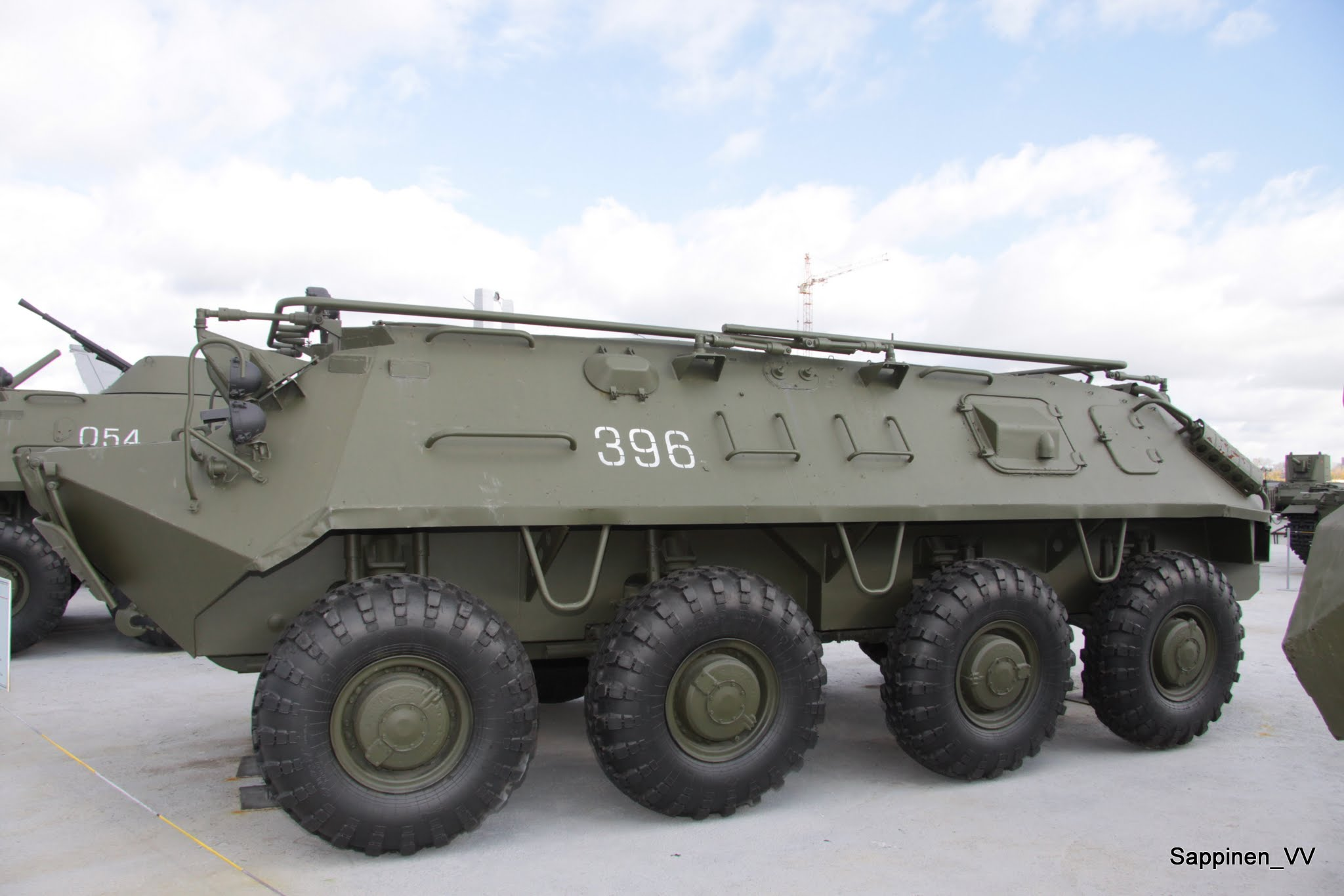
BTR-60PU
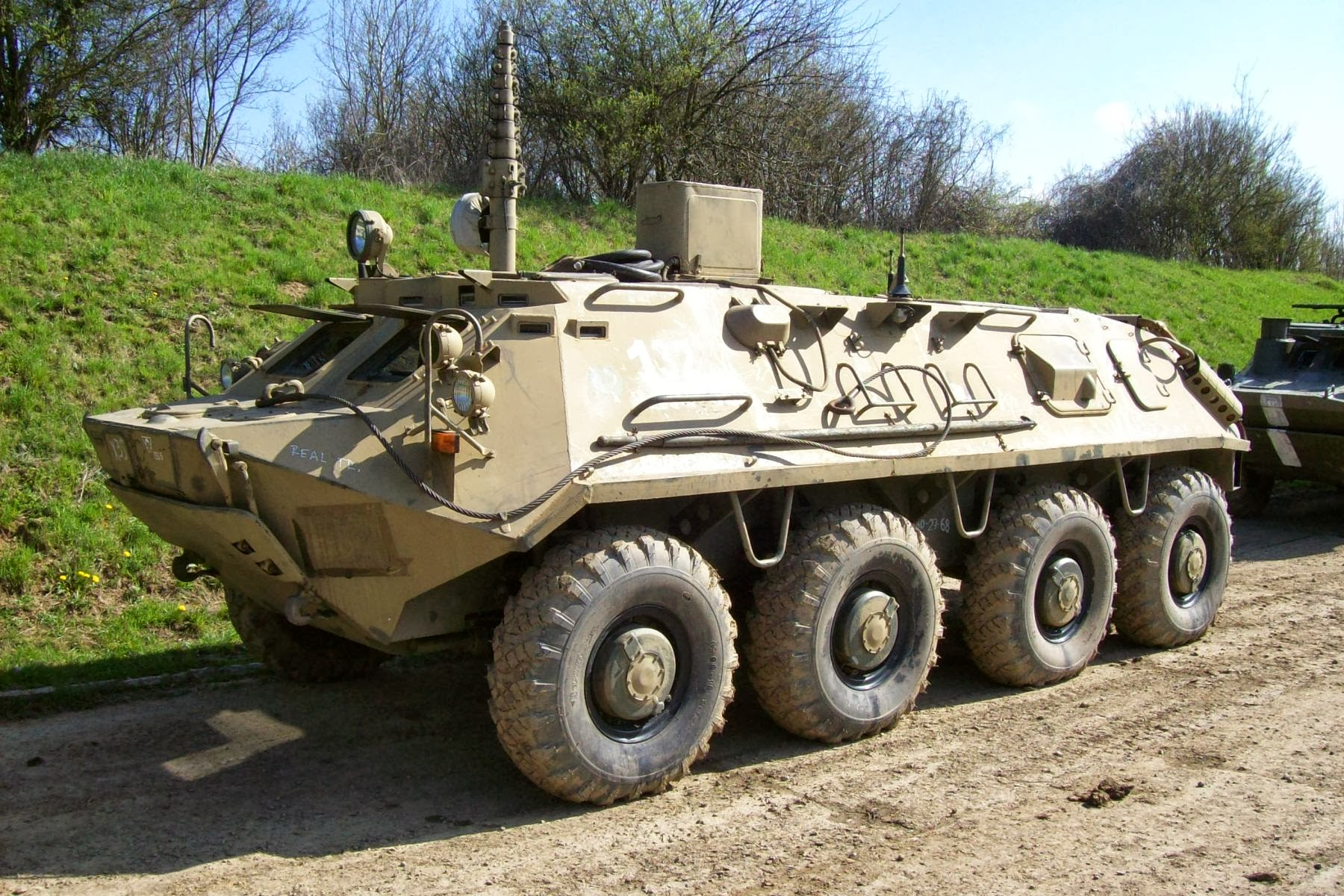
BTR-60Pu-12

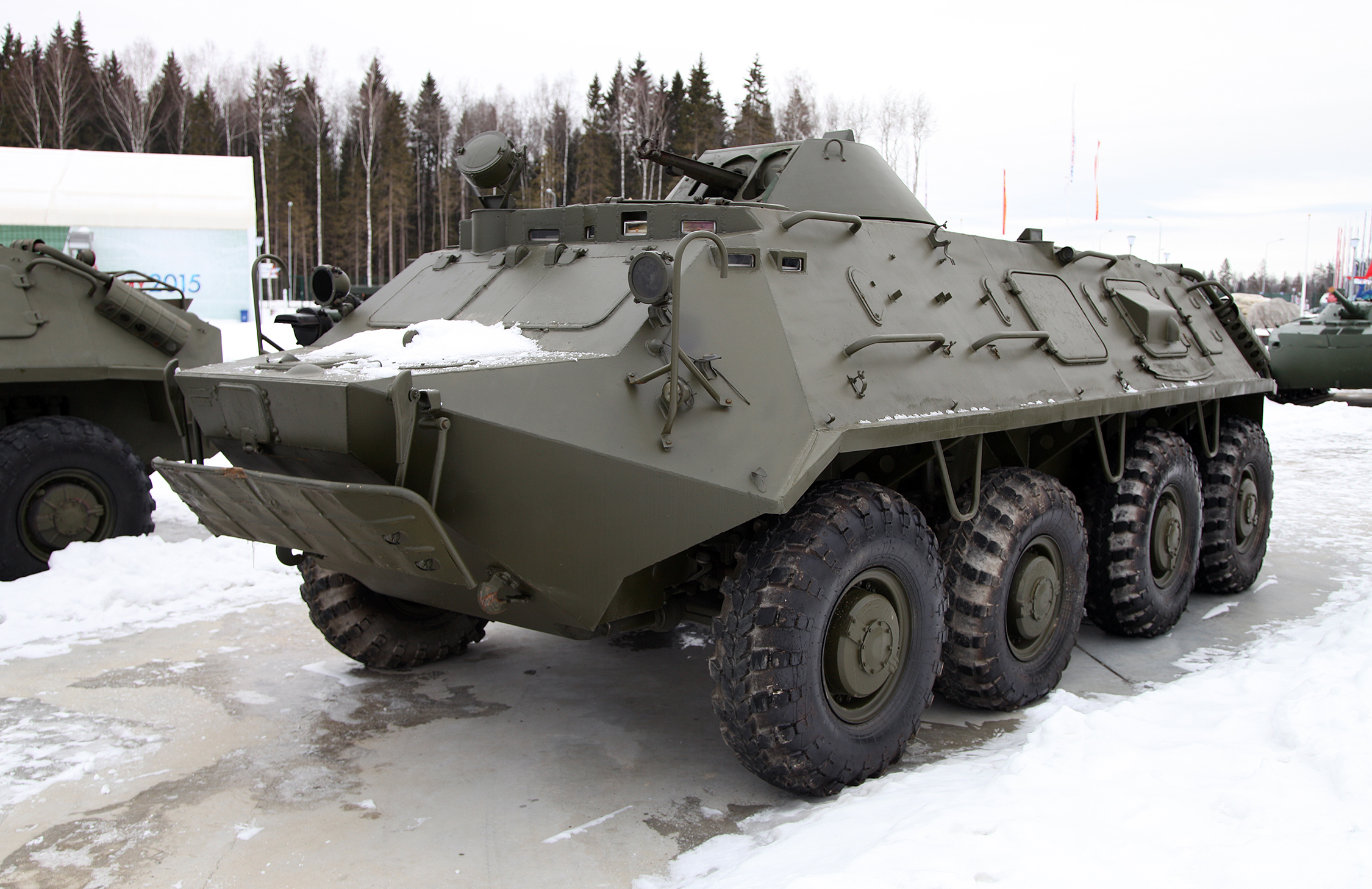
BTR-60PBK

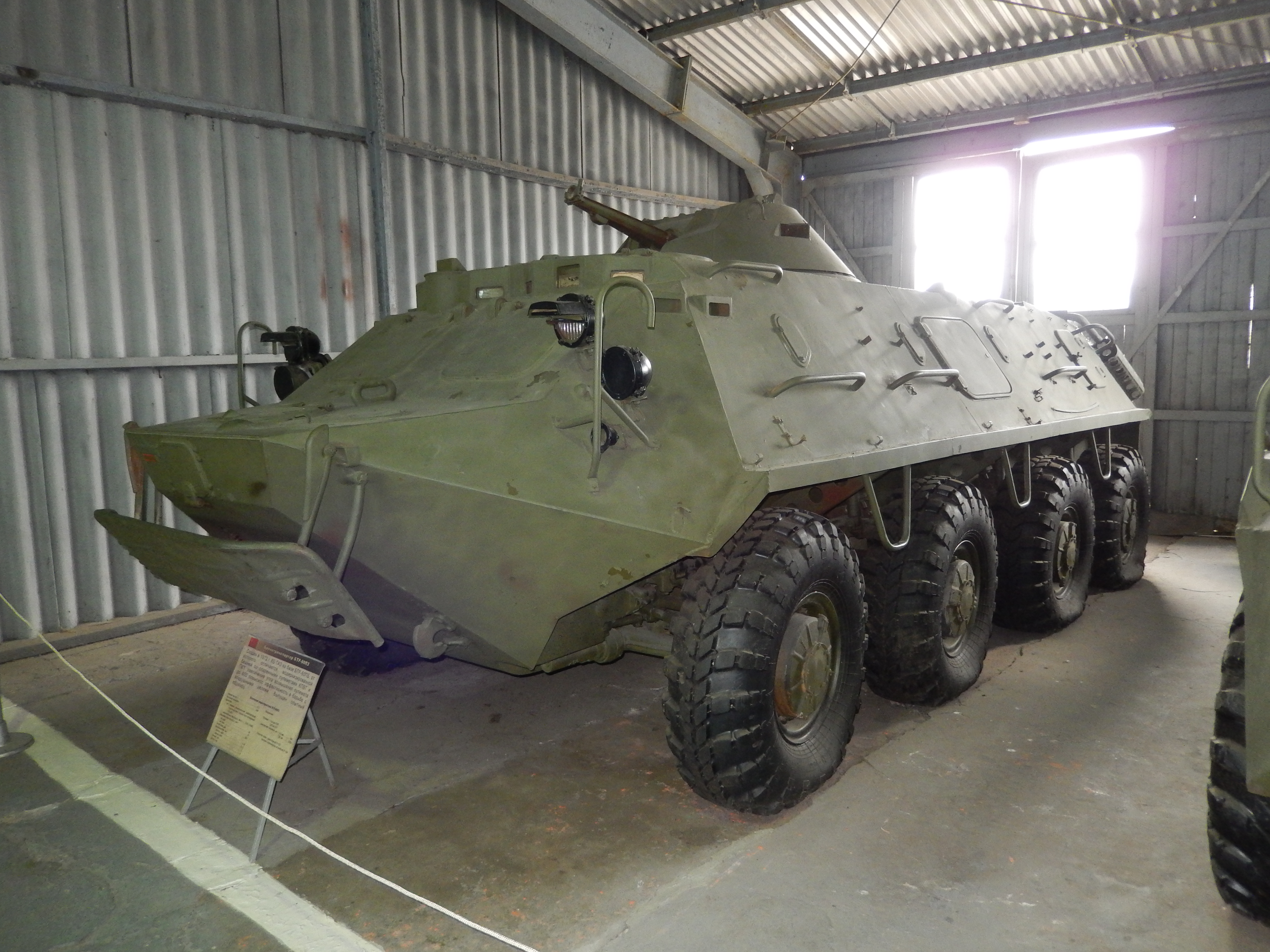
BTR-60PZ
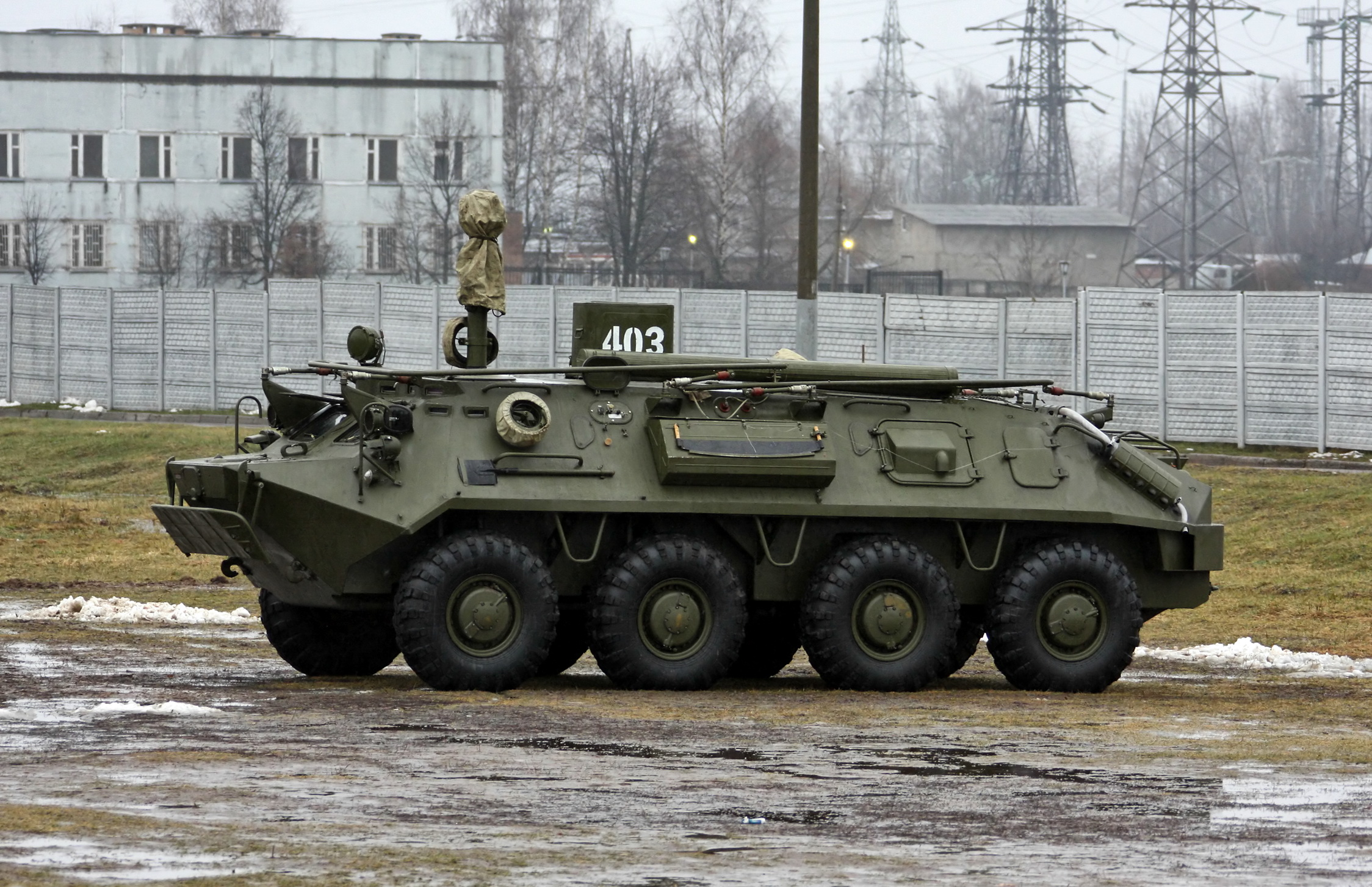
BTR-60 R-145BM

BTR-60P
初期生産型。1960年より生産開始。上部開放型の車体が特徴。乗員は2+14名。通常はPKT 7.62mm機関銃1挺を前部のピントルマウントに搭載するが、DShK 12.7mm重機関銃も搭載できた。また、左右側面にもピントルマウントがあり、必要に応じて機関銃を取り付けられた。
BTR-60Pu
指揮通信車輌。屋根は布張り。
BTR-60PuM
BTR-60PuM1
BTR-60Pu12
PuMを改良した防空指揮車輌。
BTR-60Pu12M
Pu12の改良型。
- BTR-60P
- BTR-60PU
- BTR-60Pu-12

BTR-60PA
1963年より生産開始。上部が密閉式となり、上部ハッチにPKT 7.62mm機関銃またはDShK 12.7mm重機関銃を1挺を搭載。乗員2名と兵員10名を乗せる。
BTR-60PAI
武装をKPVT 14.5mm重機関銃に換装したもの。

BTR-60PB
KPVT 14.5mm重機関銃とPKT 7.62mm機関銃を装備する円錐形の砲塔を搭載。1966年から1976年まで生産され、乗員3名に兵員8名を乗せる。
BTR-60PBK

指揮通信車輌。-Puとは異なり砲塔を搭載している。
BTR-60 R-156
BTR-60PBベースの航空管制車。
BTR-60 R-975M1
R-156の改良型。
BTR-60 1V18
対空ミサイルを搭載した砲兵観測車輌。
BTR-60 1V19
1V18の改良型。射撃指揮車輌。

BTR-60PZ

BTR-70と同じ砲塔を搭載した改良型。
BTR-60 R-145「チャイカ」
指揮通信車輌。
BTR-60 R-145BM
R-145の改良型。
MTP-2
MTR-2
装甲回収車型。
BTR-60SP AAG
キューバで開発された派生型。30mm連装機関砲搭載。
OT-64 SKOT
ポーランドとチェコスロバキアが共同で開発した8輪式装甲兵員輸送車。厳密には派生型ではなく競合車輌である。

- BTR-60PZ
- BTR-60 R-145BM

### ルーマニア
TAB-63
BTR-60Pのライセンス生産型。
TAB-71
BTR-60PBのライセンス生産型。側面上部のハッチを増やし、大型にするなどの改良がされている。

## 採用国
ラテンアメリカ
- キューバ
- ニカラグア

BTR-60の採用国

- メキシコ - 2024年時点で、メキシコ海兵隊が3両のBTR-60を保有[1]。

東アジア、東南アジア、南アジア
- アフガニスタン
- カンボジア
- ラオス
- モンゴル国
- 北朝鮮
- ベトナム
- ブータン

中東、北アフリカ
- アルジェリア
- イラン
- リビア
- シリア
- イエメン
- エジプト - 2024年時点で、エジプト陸軍が250両のBTR-60を保有[2]。

欧州、旧ソ連構成国
- アルメニア
- アゼルバイジャン - 2024年時点で、アゼルバイジャン陸軍が10両のBTR-60を保有[3]。
- ブルガリア - 2024年時点で、ブルガリア陸軍が250両のBTR-60を保有[4]。
- ロシア
- タジキスタン - 2023年時点で、タジキスタン陸軍がBTR-60/70/80を合わせて23両保有[5]。
- トルコ
- ウクライナ
- ウズベキスタン - 2023年時点で、ウズベキスタン陸軍が24両のBTR-60を保有[6]。
- トルクメニスタン - 2024年時点で、トルクメニスタン陸軍が120両のBTR-60（派生型含む）を保有[7]。
- モルドバ - 2023年時点で、モルドバ陸軍が80両のTAB-71を保有[8]。
- ボスニア・ヘルツェゴビナ
- マケドニア
- コソボ
- ルーマニア

サハラ以南のアフリカ（ブラックアフリカ）
- アンゴラ
- ボツワナ
- コンゴ共和国
- コンゴ民主共和国
- ジブチ
- エリトリア
- エチオピア
- ガーナ
- ギニア
- ギニアビサウ - 2024年時点で、ギニアビサウ陸軍が合わせて35両のBTR-40/60を保有[9]。
- ケニア
- ナミビア
- マリ共和国
- モザンビーク
- ナイジェリア
- ザンビア
- チャド
- ウガンダ

## 登場作品

### 映画
『REDリターンズ』
主人公のフランク・モーゼズとハン・チョバイが立ち寄った倉庫内に駐車されている。
『ペンタゴンウォーズ』
アメリカ軍が入手したものをテストしている車両として登場。
『ランボー3/怒りのアフガン』
ソ連軍の装甲車として登場。
『若き勇者たち』
ソビエトのアメリカ侵攻軍の車両として登場。
上記3作に登場するものは、実物ではなくレプリカ車両である。このレプリカ車両は1950年代末-1960年代初頭にかけて米軍で行われた水陸両用戦術トラックの開発計画により開発された試作車両、XM453を改造して製作されたもので、BTR-60の特徴をよく捉えているが、実物に比べて車体上部が大きく、側面から見た時に4軸ある車輪の第2軸と第3軸の間の間隔が広いことで見分けることができる。なお、このレプリカ車両は1990年代-2000年代に入っても現存しており、いくつかの作品に登場している。

### 漫画
『気分はもう戦争』
中ソ戦争のシーンにBTR-60Pが登場。

### アニメ
『ゴジラ S.P ＜シンギュラポイント＞』
インド軍仕様のPB型が登場。

### ゲーム
『ARMA 2』
独立拡張パック"Operation Arrowhead"に登場し、プレイヤーやAIが操作可能。
『Project Reality（BF2）』
北ベトナム軍・中東連合軍（MEC）・ロシア連邦軍の装甲兵員輸送車(APC)としてBTR-60PBが登場する。装備はOU-3・K10-Tのカメラ2種、クラクション、歩兵用の給弾箱、KPVT 14.5mm重機関銃、PKT 7.62mm同軸機銃。
『コール オブ デューティシリーズ』
『CoD:MW2』
ロシア軍がAn-124 ルスラーン輸送機から投下したことが無線中にて言及されている。
『CoD:BO』
ハドソンらCIAの工作員がソ連軍から鹵獲し、使用する。
『CoD:BO2』
Mi-8 ヒップやMi-24 ハインドなどとともに登場。プレイヤーは、スティンガーミサイルや対戦車地雷を用いて戦うことになる。

『大戦略WEB』
RS国のライセンスとして登場研究を進めることで生産できる。
『バトルフィールド ベトナム』
北ベトナム軍とベトコンの装甲兵員輸送車として登場する。水上航行が可能。
『マーセナリーズ』
北朝鮮反乱軍が使用する装甲兵員輸送車として「BTR」の名称で登場する。
『メタルギアソリッド ピースウォーカー』
ステージボスとして登場。PAとPBの2種が登場し、PAは7.62mm機関銃で、PBは25mm機関砲で武装している。